# Cary Stayner

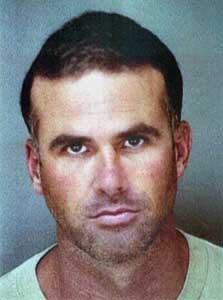
Cary Stayner

Cary Anthony Stayner (* 13. August 1961 in Merced, Kalifornien) ist ein US-amerikanischer Serienmörder. Seine Kindheit und Jugend war geprägt durch die Entführung seines jüngeren Bruders Steven, dem erst nach siebenjähriger Gefangenschaft im Jahre 1980 der Ausbruch gelingen konnte. Stayner ermordete im Mariposa County, Kalifornien nahe dem Yosemite National Park zwischen Februar und Juli 1999 vier Frauen. Nach seiner Festnahme wurde er für diese Taten zum Tode verurteilt und wartet derzeit im San Quentin State Prison auf die Vollstreckung. Stayner wurde in den Medien als der Yosemite Killer betitelt.

## Leben

### Werdegang
Cary Stayner wurde in Merced, Kalifornien geboren und war das älteste von fünf Kindern. Seine Eltern waren Delbert „Del“ Stayner und Mary Katherine „Kay“ Augustine, die 1960 geheiratet hatten. Er hatte einen Bruder Steven sowie drei Schwestern. Seine Mutter wuchs in einer christlichen Familie auf und besuchte ein religiöses Internat, in dem sie körperlichen und psychischen Schikanen ausgesetzt war. Aufgrund dessen verließ sie bald die christliche Kirche und wurde Teil des Mormonentums. Sie beschrieb sich später selbst als nicht liebevolle Mutter, legte aber besonderen Wert darauf, dass ihre Kinder stets gut gekleidet waren und gute Manieren an den Tag legten. Carys Vater war ein Mechaniker und im Erziehungsstil das Gegenteil. Nachdem er eine seiner Töchter sexuell belästigt hatte, wurde er zu einer Therapie geschickt. Ab 1967 lebte die Familie auf einer Farm, auf der der Vater eine Mandelbaumplantage betrieb. Bereits vier Jahre später gab der gesundheitlich angeschlagene Del den Bauernhof wieder auf und die Familie kehrte nach Merced zurück.
Mit drei Jahren wurde bei Cary Trichotillomanie diagnostiziert, eine Krankheit, die zu einem unkontrollierten Ausreißen der Kopfhaare führt. Er hatte bereits früh Gedanken, die weiblichen Kassierer zu ermorden, wenn er mit seinen Eltern im Supermarkt einkaufen war. 1972 wurde er von seinem Onkel Jesse sexuell missbraucht, als er bei diesem übernachtete.
Das Leben der Familie änderte sich am 4. Dezember 1972 schlagartig, als Carys siebenjähriger Bruder Steven auf seinem Weg von der Schule nach Hause vom vorbestraften Kenneth Parnell in sein Auto gelockt wurde. Cary sagte später aus, dass er seinen Vater noch nie zuvor weinen gesehen habe. Steven durchlebte sieben Jahre in Gewahrsam des Pädophilen, der ihn beinahe jede Nacht vergewaltigte, aber auch Cary litt immens unter dem Medienwirbel um die Familie. Seine Eltern litten unter dem Verlust des jüngsten Sohnes; dies führte dazu, dass seine Mutter das Haus für ein Jahr nur in notwendigsten Fällen verließ und sein Vater die Gegend mit seinem Pickup durchstreifte, um nach Steven zu suchen. Cary beschrieb später, dass er sich in dieser Zeit von seinen Eltern stark vernachlässigt gefühlt hatte.
In dieser Zeit weiteten sich auch seine Gewaltfantasien aus, als er über Frauen, die von einer Horde vergewaltigt werden, fantasierte. Auch versuchte er stets, seine Schwestern nackt zu sehen und platzte deshalb oft in das Badezimmer. Als eine Freundin seiner Schwester, die in der unmittelbaren Nachbarschaft der Familie lebte, im Haus der Familie Stayner übernachtete, kroch Cary unter ihre Bettdecke und fasste ihr an die Brust und entblößte sich später vor ihr. Von seinen Mitschülern wurde Cary als guter, aber schüchterner Schüler beschrieben, der im Schulteam Baseball spielte. Sein Name wurde in beinahe allen Jahrbüchern „Carry“ oder „Gary“ geschrieben. Mit seinen Cousins ging er oft zu seinem Lieblingsplatz, dem Yosemite National Park, wo sie jagen, schwimmen, fischen oder Höhlen erkunden gingen. Er träumte davon, ein Künstler zu werden, und auch seine Klassenkameraden und Freunde sahen in ihm bereits früh das Talent. Für seine selbst gezeichneten Comics wurde er zum kreativsten Schüler in der Klasse gewählt.
Erst nachdem Parnell 1980 den fünfjährigen Timmy White entführt hatte, entschloss sich Carys Bruder Steven, mit White zu fliehen. Nach seiner Rückkehr wurde er von der Presse als Held gefeiert, der es aus den Fängen eines Triebtäters geschafft hatte. Steven rückte in den Fokus der Öffentlichkeit und auch seine Familie richtete ihren Lebensalltag vollständig auf Steven aus. Cary konnte mit dieser Situation nicht umgehen und war eifersüchtig auf die vielen Geschenke und die Aufmerksamkeit, welche Steven erhielt. Mike Echols, der das Buch Ich weiß nur, mein Name ist Steven verfasste, beschrieb hierzu die Situation bei einem Familienessen, bei dem er eingeladen war:

“After [Kay] walked back to the stove after setting the table, Steven remarked to her that she had forgotten one place setting. 'Who?' she said, and Steven pointed over to his brother. 'Oh yes', she said. 'Cary'.”

„Nachdem Kay den Tisch gedeckt hatte, ging sie zum Herd zurück, aber Steven bemerkte, dass sie vergessen hatte, einen Platz zu decken. 'Wer?' sagte sie und Steven zeigte auf seinen Bruder. 'Ach ja' sagte sie. 'Cary'.“

Den Traum, Künstler zu werden, gab Cary bereits in seinen frühen 20ern wieder auf und nachdem sein Bruder wieder ein Teil der Familie geworden war, sah er mit Anfang 20 einer ungewissen Zukunft ins Auge. Von nun an ging Stayner auch immer öfter allein in den Yosemite, um die Existenz von Bigfoot zu beweisen. 1989 hatte er vor einer Freundin einen Nervenzusammenbruch und erzählte ihr, dass er das Bedürfnis empfinde, den Chef einer Glasfirma, bei der er beschäftigt war, zu ermorden. Im selben Jahr starb sein Bruder Steven auf dem Heimweg von seiner Arbeit bei einem Motorradunfall. Im Dezember 1990 fand Cary seinen Onkel Jesse erschossen in dessen Haus vor. Er hatte zu dieser Zeit mit diesem zusammengelebt. Stayner verübte im Jahr darauf einen Suizidversuch mit dem absichtlichen Herbeiführen einer Kohlenstoffmonoxidvergiftung. 1995 ging er freiwillig in Behandlung, nachdem er einen erneuten psychischen Zusammenbruch hatte. Im Jahr 1997 wurde er für den unerlaubten Besitz von Marihuana und Methamphetamin für kurze Zeit inhaftiert. Die Klage wurde später fallen gelassen und er nahm in der Cedar Lodge in El Portal, Kalifornien eine Arbeit als Handwerker an.

### Mordserie
Im Februar 1999 wurden seine Mordfantasien – die er über die Jahre erfolgreich hatte unterdrücken können – so stark, dass er eine spezielle Ausrüstung vorbereitete, die ein Seil, eine Rolle Klebeband, ein Küchenmesser mit gewelltem Schliff, eine Waffe und eine Videokamera beinhaltete. Eine Weile beobachtete er vier junge Frauen bei seiner Arbeitsstelle, ließ aber von ihnen ab, als er entdeckte, dass sie von einem Mann begleitet wurden. Schließlich drang er am 15. Februar ins Motelzimmer der 42-jährigen Carole Sund, ihrer 15-jährigen Tochter Juli und deren 16-jähriger Freundin, der argentinischen Austauschstudentin Silvina Pelosso, ein. Er gab sich als Wartungstechniker aus und wurde ins Zimmer gelassen. Zuerst bedrohte er die Frauen mit einer ungeladenen Pistole, fesselte und knebelte sie. Er brachte Carole ins Badezimmer, wo er sie strangulierte. Ihren Leichnam warf er in sein eigenes Fahrzeug, bevor er in das Motelzimmer zurückkehrte. Er riss die Kleider der Mädchen von ihnen, um sie sexuell zu misshandeln, nötigen und vergewaltigen. Nach fast sieben Stunden Qual und Folter hatte er die mangelnde Kooperation der beiden satt und erwürgte auch Silvina im Badezimmer und legte auch ihren Körper in den Kofferraum seines Wagens. Danach setzte er den sexuellen Missbrauch an Juli Sund fort und fuhr mit ihr zum Lake Don Pedro in Mariposa County, Kalifornien, wo er ihr die Kehle durchschnitt und sie aus dem Wagen warf. Am 18. Februar kehrte er zum gemieteten Pontiac Grand Prix Caroles zurück, legte die Leichen von ihr und Silvina Pelosso hinein und fuhr mit diesem nach Tuolumne County, über 100 Meilen vom Tatort entfernt, wo er das Auto verscharrte und in Brand steckte. Die Überreste des Wagens mit den verkohlten Leichen der beiden Frauen wurden erst einen Monat nach dem Mord gefunden. Die beiden Opfer waren bis zur Unkenntlichkeit verbrannt und konnten nur noch anhand der zahnärztlichen Aufzeichnungen identifiziert werden. Am 24. März sandte Stayner einen Brief an das FBI mit einer beigelegten handgezeichneten Karte, auf der die genaue Position des Leichnams der Juli Sund markiert war. Zu Beginn der Notiz war zu lesen:

“We had fun with this one.”

„Wir hatten Spaß mit dieser.“

Tags darauf fanden Polizisten anhand der Karte den nackten, gefesselten und verschandelten Körper Julis am Lake Don Pedro. Der Leichnam war hinter Büschen versteckt und in der Nähe war ein „X“ hingekritzelt. Die Ermittler richteten ihren Fokus sofort auf die Cedar Lodge, in dem die drei Opfer zuletzt gesehen wurden und vernahmen deren sämtliche Mitarbeiter. Stayner wurde zu diesem Zeitpunkt nicht als Verdächtiger gesehen, da er noch nie polizeilich in Erscheinung getreten war und während des Gesprächs einen ruhigen Eindruck vermittelte.
Am 21. Juli sah Stayner die 26-jährige Joie Ruth Armstrong, als sie gerade ihre Hütte verließ und ihr Fahrzeug für eine Reise nach San Francisco belud. Armstrong war eine Naturforscherin, die auch Touristenführungen im Yosemite durchführte. Er nahm sich vor, sie nicht zu töten, jedoch wurde er sich bewusst, dass sie alleine und niemand in der Nähe war. Nachdem er sie angesprochen hatte, zog er eine Waffe und drängte sie in ihr Haus zurück. Zu ihr sagte er, sie überfallen zu wollen. Er fesselte sie und zwang sie, in seinen Wagen zu steigen. Armstrong sprang mit dem Kopf voraus aus dem fahrenden Pickup und rannte um ihr Leben. Stayner überwältigte die junge Frau, schleifte sie tiefer in die Wälder und vergewaltigte sie. Als sich Armstrong weiterhin gegen ihren Angreifer wehrte, schnitt er ihr letztlich die Kehle durch. Danach ging er zu seinem Auto und kehrte kurze Zeit später zum Tatort zurück, um die Leiche zu enthaupten. Bereits am nächsten Tag wurde der Körper gefunden.

### Festnahme und Verurteilung
Am 23. Juli 1999 wurde Stayner erstmals zum Mord an Joie Ruth Armstrong befragt, jedoch nach kurzer Zeit wieder freigelassen. Einzig sein bei sich geführtes Marihuana wurde von der Polizei beschlagnahmt. An diesem Tag verpasste er es zum ersten Mal seit eineinhalb Jahren, bei der Arbeit zu erscheinen. Kurz darauf meldeten sich Zeugen bei der Polizei, die einen blauen International Harvester Scout, Baujahr 1979, vor der Hütte Armstrongs gesehen hatten. Ermittler konnten dieses Fahrzeug rasch Cary Stayner zuordnen und ernannten ihn zum Hauptverdächtigen in diesem Mordfall. Am nächsten Tag nahmen ihn FBI-Agenten im Laguna del Sol Nudist Resort in Wilton fest und brachten ihm zur Verhör nach Sacramento. Er gestand dem FBI auch die drei Morde im Februar und bot bereits nach einem kurzen Gespräch einen Deal an. Dieser enthielt die Geständnisse für die vier Morde im Austausch für eine Pizza und kinderpornografische Videos und Bilder. Er selbst sagte dazu, dass er sich ein Leben lang gesträubt hatte, diese anzusehen, diese aber wahrscheinlich die Mordserie verhindert hätten. Bei den Morden an Carole Sund, ihrer Tochter Juli und deren Freundin Silvina Pelosso gab er zu Protokoll, dass er diese im Wahn verübt hatte, da er unter gewalttätigen, sexuellen Vorstellungen gelitten habe und diese nicht mehr von der Realität habe unterscheiden können. Auch bei Armstrongs Mord habe er die Kontrolle über sich verloren und außerdem, seit er sieben Jahre alt gewesen war, ständig wiederkehrende Mordfantasien gehabt.
Bei der Gerichtsverhandlung plädierte Stayner auf Schuldunfähigkeit. Seine Anwälte brachten zur Verteidigung vor, dass seine Familie eine Geschichte geprägt von sexuellem Missbrauch und psychischen Erkrankungen habe und auch ihr Mandant diese Erfahrungen durchgemacht habe. Der Psychiater Jose Arturo Silva diagnostizierte bei ihm in der Tat diverse psychische Erkrankungen, unter anderem auch eine leichte Form des Autismus und Paraphilie. Bei der brutalen Tötung mit der abschließenden Enthauptung Armstrongs soll Stayner sich zu Bigfoot entfaltet haben, von dem er bereits seit seiner Kindheit fasziniert gewesen sei. Dennoch kam Silva zum Schluss, dass er bei den Morden zurechnungsfähig war und zwischen richtig und falsch unterscheiden konnte. Auch die Jury hielt ihn für geistig gesund und sprach ihn am 27. August 2002 für die vier Morde schuldig.
Am 12. Dezember 2002 wurde er dann zum Tode verurteilt und wartet die Vollstreckung mittels Giftspritze seit diesem Zeitpunkt im San Quentin State Prison ab, obwohl die letzte Exekution im Bundesstaat Kalifornien inzwischen schon deutlich über zehn Jahre zurückliegt (Clarence Ray Allen im Januar 2006).

## Filmische Aufarbeitung
Der Yosemite Killer wurde in mehreren Fernsehserien aufgegriffen. Darunter waren:
- American Justice (Episode 201: The Yosemite Killer, 2002)
- Mugshots (Cary Stayner – The Cedar Lodge Killings, 2004)
- FBI: Criminal Pursuit (Episode 1x06: Trail of Terror, 2011)
- Born to Kill? (Episode 5x05: Yosemite Park Slayer, 2013)
- ABC 20/20 (Episode 41x22: Evil in Eden, 2019)
- Anwälte der Toten – Die schlimmsten Serienkiller der Welt